# David Evennett
David Anthony Evennett, né le 3 juin 1949 à Romford, est un homme politique britannique, membre du conservateur.
Il est député de Bexleyheath et Crayford de 2005 à 2024. Auparavant, il est député d'Erith et Crayford entre 1983 et 1997.

## Jeunesse
Il fait ses études à la Buckhurst Hill County High School et à la London School of Economics, où il obtient une maîtrise en économie. Il commence sa carrière comme enseignant à l'école secondaire du comté d'Ilford entre 1972 et 1974, poste dont il démissionne lorsqu'il est élu au Redbridge London Borough Council (1974-1978). De 1974 à 1981, il est également courtier en assurance maritime chez Lloyd's et travaille comme chargé de cours en gestion entre 1997 et 2005 .
Aux élections générales de 1979, il se présente pour le siège travailliste de Hackney South et Shoreditch où il arrive deuxième derrière Ronald Brown.

## Carrière parlementaire

### Erith et Crayford
Il est élu député conservateur d'Erith et Crayford aux élections générales de 1983, lorsqu'il bat James Wellbeloved, qui a quitté le Parti travailliste pour rejoindre les sociaux-démocrates nouvellement formés en 1981. Sir David remporte le siège avec une majorité de 920 voix sur Wellbeloved. Il reste député jusqu'à ce que le siège soit redessiné lors des changements de limites aux élections générales de 1997.
Au Parlement, il rejoint le comité spécial sur l'éducation et les sciences en 1986. À la suite des élections générales de 1992, il est nommé secrétaire parlementaire privé (PPS) du ministre d'État au ministère de l'Éducation, Emily Blatch. En 1993, il est le PPS de John Redwood, le secrétaire d'État pour le Pays de Galles, jusqu'en 1995, quand il est fait PPS au ministère l'Intérieur avec le ministre David Maclean, puis PPS de Gillian Shephard au ministère de l'Éducation en 1996, où il reste jusqu'à sa défaite aux élections générales de 1997.

### Bexleyheath et Crayford
Il se présente pour le siège nouvellement dessiné de Bexleyheath et Crayford en 1997, mais perd contre Nigel Beard du Labour par 3 415 voix. Il perd de peu contre Beard aux élections générales de 2001, mais réduit sa majorité à 1475 voix. Il est réélu au Parlement pour Bexleyheath et Crayford aux élections générales de 2005, évinçant Beard par 4551 voix.
À la suite de sa réélection en 2005, il est nommé membre du comité de sélection de l'éducation et des compétences et whip de l'opposition par Michael Howard, et reste whip sous la nouvelle direction de David Cameron. En janvier 2009, il est nommé ministre fantôme des compétences au sein de l'équipe conservatrice de l'innovation, des universités et des compétences.
Lors de l'élection générale de 2010, il est réélu avec une majorité de 10 344 voix, et nommé PPS de Michael Gove, secrétaire d'État à l'Éducation. En 2012, il est nommé Lord commissaire du Trésor (whip du gouvernement) et reste en poste jusqu'en janvier 2018.
En mars 2015, il est nommé au Conseil privé du Royaume-Uni.
De janvier 2016 à juillet 2016, il est sous-secrétaire d'État parlementaire par intérim pour le sport, le tourisme et le patrimoine, pour couvrir le congé de maternité de Tracey Crouch.
Le 18 mai 2018, il est fait chevalier.
En juillet 2019, le nouveau Premier ministre Boris Johnson nomme Evennett vice-président du Parti conservateur.

## Vie privée
Il épouse Marilyn Smith en 1975 à Redbridge ; le couple a deux fils et deux petits-enfants.